# Milan Gajic
Milan Gajic (Kruševac, 17 de Novembro de 1981) é um futebolista da Sérvia, que joga actualmente no BSC Young Boys.

## Carreira
Gajic começou no Napredak Kruševac. . No início da época 2007/2008 esteve emprestado ao Boavista Futebol Clube, onde só jogou na Liga Intercalar, três jogos.